# Tololoche

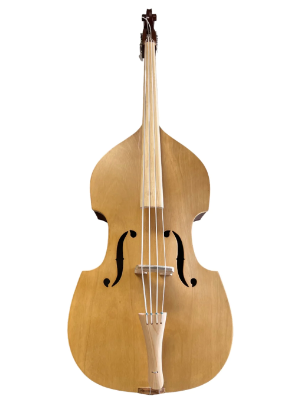
Tololoche tradicional

El tololoche es un tipo de contrabajo usado en la música tradicional de México. Por lo general posee cuatro cuerdas, se toca sin arco y se puntea con los dedos o técnica del "pizzicato". 
Generalmente el tololoche está construido de madera de pino para el brazo y caobilla en la caja, a diferencia del contrabajo. El instrumento tiene 4 cuerdas, cuya afinación es de "La" (sonido más grave), "Re", "Sol", "Do" (sonido más agudo).
En el norte de México se utiliza para acompañar a los músicos Fara Fara, en música norteña; las cuales se tocan con acordeón, tarola, tololoche, saxofón, y bajosexto. Es también utilizado por los músicos que tocan en bares y cantinas de ciudades del norte del país. En el Noreste de México, específicamente en Tamaulipas, Nuevo León y Coahuila, es común referirse a las agrupaciones que tocan este tipo de música como Fara Fara. Por ejemplo, se dice "vamos por unos Fara Fara", esto cuando se quiere amenizar alguna fiesta o reunión social.
También recibe el nombre de chicoteado porque es el sonido que produce al vibrar la cuerda, como si un látigo hiciera un sonido. Muchas veces se alterna la nota chicoteada con dos golpes con la palma de la mano para producir un golpe de percusión, mientras que otros, prefieren golpear la caja como si fuera un cajón peruano, creando un tipo de música donde a veces no hay batería alguna que acompañe la música.

## Contrabajo y tololoche
La diferencia del contrabajo y el tololoche es que este último es más percusivo, su sonido no se produce con arco, utiliza en realidad 4 cuerdas para tener más espacio entre los dedos y así poder tirar de la cuerda. Su peso es ligero debido al material, sus maderas varían y son de baja calidad por los lugares donde se le dará uso (cantinas y bares).
Lleva un alma debajo del puente en la cuerda de sol, la cual vibra, y envía todo el sonido a través de la barra armónica. Las maderas fuertes están en el diapasón y el puente de arriba. El diapasón, en los estados del noroeste del país, suelen ser de mezquite y quinilla. Para el puente de arriba se utiliza palofierro, para el resto del tololoche se usa pino.
El tololoche se decora con adornos por la orilla de los lados con cedro y pino alternando colores, así cubre algún posible error de construcción y protege en caso de un accidente.
En relación con la varilla que tiene debajo, esta es fija, hecha con madera de palo de escoba y al final contiene un tapón de plástico.
Las cuerdas antes se hacían de intestino de gato. Después se usaron las entorchadas cuerdas de metal con nylon.
El instrumento se hace y trabaja sin maquinaria eléctrica, sólo gubias, formones, martillo, pegamento, berbiquíes y serrucho.
Actualmente los grupos norteños lo usan poco, prefiriendo el uso de un bajo eléctrico, pero sigue siendo de amplio uso en rondallas, en el subgénero reciente conocido como corridos tumbados, y por su gran movilidad, en los conjuntos ambulantes que tocan en restaurantes, plazas y otros lugares al aire libre, también por la aparición de versiones eléctricas, varios grupos e incluso compositores, lo han vuelto a usar en sus composiciones o en conciertos del tipo unplugged.
Su fabricación a diferencia de otros instrumentos de cuerda merece un reconocimiento especial pues no existen medidas estándares y su toque es totalmente sentido manual para saber el grosor del brazo y la altura de las cuerdas, simplemente es a gusto del fabricante, y no contiene esas medidas estándares exactas como la guitarra, sin embargo el grosor del brazo es especialmente diseñado para soportar las altas tensiones de las afinaciones. Su construcción depende totalmente de la experiencia manual, cualquier intervención con máquina lo hace independiente de la tradición, por lo tanto los lauderos de este instrumento desconocen cualquier proceso industrial, criticando su fría intervención.
Actualmente en las regiones como Sonora existen pocos lauderos dedicados a la fabricación del instrumento. Herméticos, generalmente guardan los secretos y recetas de las fabricaciones, sin embargo existen alternativas que ayudan a la formación de nuevos lauderos.
- Datos: Q7814483
- Multimedia: Tololoches / Q7814483